# シジュウカラ科
シジュウカラ科（シジュウカラか、学名 Paridae）は、鳥類スズメ目の科である。シジュウカラ（四十雀）と総称されるが、狭義にはこの1種をシジュウカラと呼ぶ。

## 特徴

### 生息域
アフリカ大陸、北アメリカ大陸、ユーラシア

### 形態
最大種はサルタンガラで全長22cm。体重30g。多くの種では冠羽を持つ。

### 生態
主に森林に生息する。他種と混群を形成することもある。
食性は雑食で、主に昆虫を食べるが果実や種子も食べる。冬季には種子を主に食べる。また食物を蓄える種もいる。
繁殖形態は卵生。主に樹洞にコケを敷き詰めた巣を作るが、一部の種は自ら朽ち木に穴を掘ることもある。1日1個ずつ計4–12個の卵を産み、スズメ目内では一腹卵数が多く、特にアオガラの平均一腹卵数11個はスズメ目最多。メスのみが抱卵し、抱卵期間は13–14日。雛は孵化してから17–20日で巣立つ。

## 系統と分類
Sibley et al. (1988) ではウグイス上科に、シジュウカラ科 Paridae シジュウカラ亜科 Parinae として分類されていた。しかし Sibley et al. のシジュウカラ科（シジュウカラ科+ツリスガラ科）は、ウグイス上科の中核とは系統的に離れており、シジュウカラ上科 Paroidea として分離される。
従来カラス科に含められていた Pseudopodoces が、シジュウカラ属に統合された。
8属に分類されるが、基底的なキマユガラ Sylviparus・サルタンガラ Melanochlora 以外を全てシジュウカラ属 Parus とする分類もある。
シジュウカラ科の属分類は、近年の系統分岐の分析研究の進展により大きく変わった。
たとえば、
日本鳥学会が正式に発表している「日本鳥類目録」によれば、2000年版では、シジュウカラ、ヤマガラ、ヒガラ、コガラのいわゆるカラ類は全て、Parus属であった。しかし2012年版では、カラ類は3つの属に解体している。（詳細は下表参照）

## 属と種
属と種は国際鳥類学会議 (IOC) より。14属59種。
- Poecile （Parus から分離）コガラ属
  - Poecile palustris, Marsh Tit, ハシブトガラ
  - Poecile hypermelaenus, Black‐bibbed Tit （P. palustris から分離）
  - Poecile lugubris, Sombre Tit, バルカンコガラ
  - Poecile montanus, Willow Tit, コガラ
  - Poecile weigoldicus, Sichuan Tit （P. montanus から分離）
  - Poecile carolinensis, Carolina Chickadee, カロライナコガラ
  - Poecile atricapillus, Black‐capped Chickadee, アメリカコガラ
  - Poecile gambeli, Mountain Chickadee, マミジロコガラ
  - Poecile sclateri, Mexican Chickadee, メキシココガラ
  - Poecile superciliosus, White‐browed Tit, マユガラ
  - Poecile davidi, Pere David’s Tit, アカハラガラ (Rusty‐breasted Tit)
  - Poecile cinctus, Grey‐headed Chickadee, シベリアコガラ (Siberian Tit)
  - Poecile hudsonicus, Boreal Chickadee, カナダコガラ
  - Poecile rufescens, Chestnut‐backed Chickadee, クロイロコガラ
  - Poecile varius, Varied Tit, ヤマガラ
- Periparus （Parus から分離）ヒガラ属
  - Periparus rufonuchalis, Rufous‐naped Tit, アカエリシジュウガラ (Dark‐grey Tit)
  - Periparus rubidiventris, Rufous‐vented Tit, カンムリシジュウガラ
  - Periparus ater, Coal Tit, ヒガラ (P. melanolophus)
  - Periparus venustulus, Yellow‐bellied Tit, キバラガラ
  - Periparus elegans, Elegant Tit, シラボシガラ
  - Periparus amabilis, Palawan Tit, パラワンガラ
- Lophophanes （Parus から分離）カンムリガラ属
  - Lophophanes cristatus, European Crested Tit, カンムリガラ (Crested Tit)
  - Lophophanes dichrous, Grey crested Tit, ハイイロカンムリガラ
- Parus シジュウカラ属
  - Parus guineensis, White‐shouldered Tit
  - Parus leucomelas, White‐winged Black Tit, ハジロクロガラ (White‐winged Tit)
  - Parus carpi, Carp’s Black Tit
  - Parus niger, Southern Black Tit, ミナミクロガラ
  - Parus albiventris, White‐bellied Tit, シロハラクロガラ
  - Parus leuconotus, White‐backed Black Tit, セジロクロガラ (White‐backed Tit)
  - Parus funereus, Dusky Tit, クロガラ
  - Parus rufiventris, Rufous‐bellied Tit, チャムネガラ
  - Parus pallidiventris, Cinnamon‐breasted Tit
  - Parus fringillinus, Red‐throated Tit, カオアカガラ
  - Parus fasciiventer, Stripe‐breasted Tit, ムナグロガラ
  - Parus thruppi, Acacia Tit, ソマリハイイロガラ (Somali Tit)
  - Parus griseiventris, Miombo Tit, キタハイイロガラ
  - Parus cinerascens, Ashy Tit, ススイロガラ
  - Parus afer, Grey Tit, ハイイロガラ
  - Parus major, Great Tit, 俗称ヨーロッパシジュウカラ (P. bokharensis; 分離前の旧名 シジュウカラ)
  - Parus minor, Japanese Tit, シジュウカラ （P. major から分離）
  - Parus cinereus, Cinereous Tit （P. major から分離）
  - Parus monticolus, Green‐backed Tit, キバラシジュウカラ
  - Parus nuchalis, White‐naped Tit, ハジロシジュウカラ
  - Parus xanthogenys, Himalayan Black‐lored Tit （分離前の旧名 Black‐lored Tit キホオカンムリガラ）
  - Parus aplonotus, Indian Black‐lored Tit （P. xanthogenys から分離）
  - Parus spilonotus, Yellow‐cheeked Tit, セボシカンムリガラ
  - Parus holsti, Yellow Tit, タイワンシジュウカラ
  - Parus semilarvatus, White‐fronted Tit, シロビタイガラ
  - Parus humilis, Groundpecker (Pseudopodoces humilis)
- Cyanistes （Parus から分離）ルリガラ属
  - Cyanistes caeruleus, Eurasian Blue Tit （分離前の旧名 Blue Tit, アオガラ）
  - Cyanistes teneriffae, African Blue Tit （C. caeruleus から分離）
  - Cyanistes cyanus, Azure Tit, ルリガラ
- Baeolophus （Parus から分離）エボシガラ属
  - Baeolophu wollweberi, Bridled Titmouse, シロガオエボシガラ
  - Baeolophu inornatus, Oak Titmouse, ハイエボシガラ (Plain Titmouse)
  - Baeolophu ridgwayi, Juniper Titmouse
  - Baeolophu bicolor, Tufted Titmouse, エボシガラ
  - Baeolophu atricristatus, Black‐crested Titmouse, クロエボシガラ
- Sylviparus キマユガラ属
  - Sylviparus modestus, Yellow‐browed Tit, キマユガラ
- Melanochlora サルタンガラ属
  - Melanochlora sultanea, Sultan Tit, サルタンガラ

## 人間との関係
市街地でも見かけられ餌台に集まったり、樹洞に巣を作るため巣箱も利用することから観察の対象とされることも多い。